# Colus tahwitanus
Colus tahwitanus är en snäckart som först beskrevs av Dall 1918.  Colus tahwitanus ingår i släktet Colus och familjen valthornssnäckor. Inga underarter finns listade i Catalogue of Life.